# Moritzoppia tridentata
Moritzoppia tridentata är en kvalsterart som först beskrevs av Forsslund 1942.  Moritzoppia tridentata ingår i släktet Moritzoppia och familjen Oppiidae. Inga underarter finns listade i Catalogue of Life.